# Anoplodactylus krappi
Anoplodactylus krappi är en havsspindelart som beskrevs av Müller, H.-G. 1990. Anoplodactylus krappi ingår i släktet Anoplodactylus och familjen Phoxichilidiidae. Inga underarter finns listade i Catalogue of Life.